# 李紫琮
李紫琮，亦作李子琮，12世纪时大理国大臣。
他在大理国第十六世皇帝段正严（段和誉）时担任“天驷爽彦贲”（大理国清平官之一）。宋徽宗政和六年（1116年）十二月二十三日，奉段和誉命为进奉使，与副使李伯祥等出使宋朝，由广州觀察使黄璘等陪送入京，沿途受到宋朝地方官员的隆重接待。途经湖南、湖北诸地，访求中原文物，见到宋朝学校、文物之盛，入学校瞻拜孔子像，会见诸生，观览御书阁。翌年二月，抵达北宋京师开封府，进贡马三百八十匹、碧玝山等名贵特产及麝香、牛黄、细毡、碧玉、甲衣、弓箭等物，宋徽宗接见于紫宸殿，封段正严为金紫光禄大夫、检校司空、上柱国、云南节度使、大理国王，进一步加强大理国和宋朝的藩属关系。五月，返国，完成与宋通好使命。由于他仰慕汉族文化及在出使中所起的作用，此行进一步加强了大理国和宋朝的藩属关系，后来大理国又几次派使臣入宋求取《大藏经》、经史、百家和药书等，对孔子的崇拜也成为白族的传统，对汉族和大理国各族文化交流起了积极作用。